# Блед поен ястреб
Блед поен ястреб (Melierax canorus) е вид птица от семейство Ястребови (Accipitridae).

## Разпространение
Видът е разпространен в Ангола, Ботсвана, Зимбабве, Намибия и Южна Африка.